# Мораль (передане повідомлення)

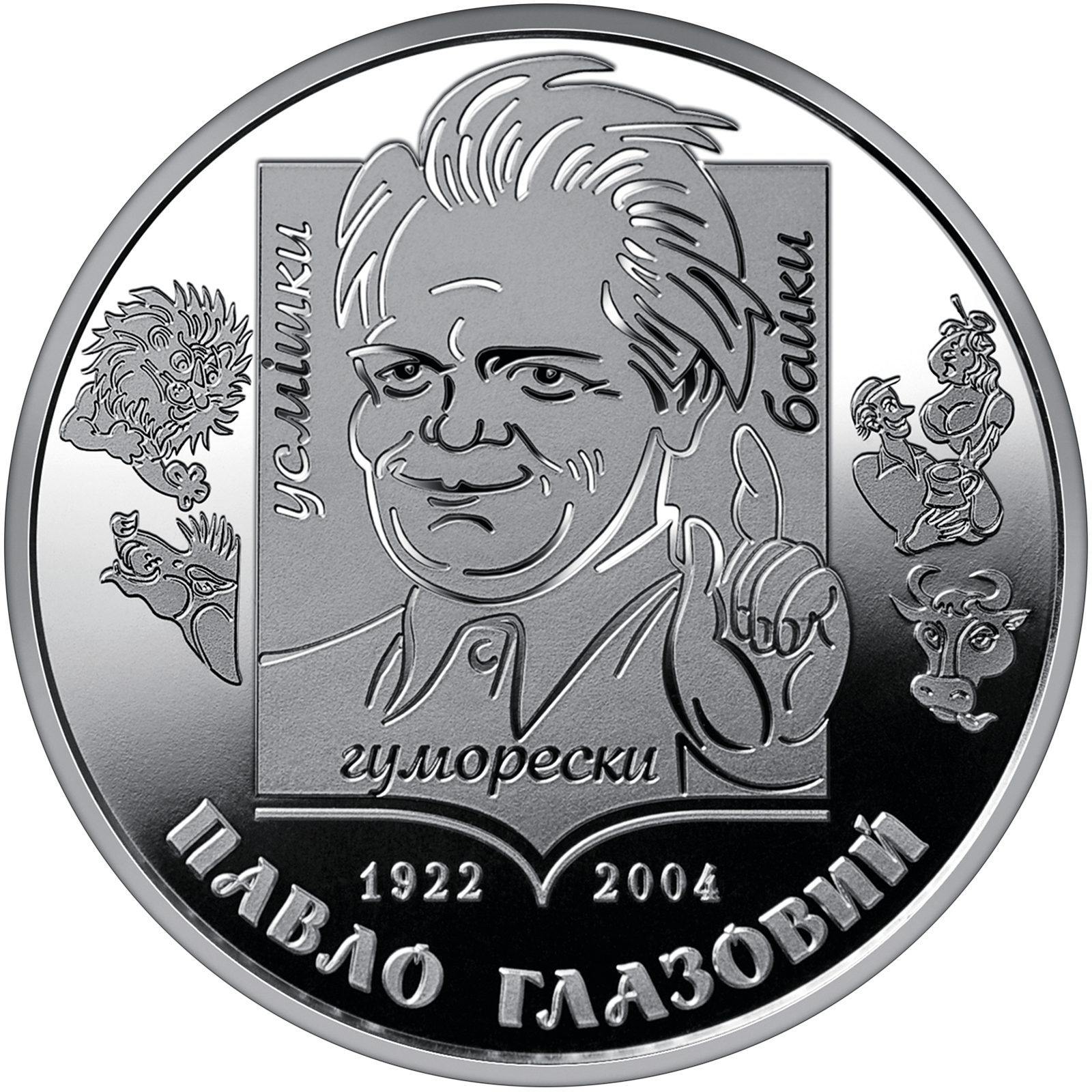
Павло Глазовий — автор біля двадцяти книжок сатири і гумору та 8 книжок для дітей, об'єднав майже п'ятдесят байок у циклі «Езоповські усмішки», перенісши твори цього байкотворця далеких античних часів на український грунт. Кожна байка має своєрідну мораль-повчання, мораль-пораду, мораль-афоризм, мораль-жарт.
На зображенні — пам'ятна монета НБУ присвячена Павлу Глазовому.

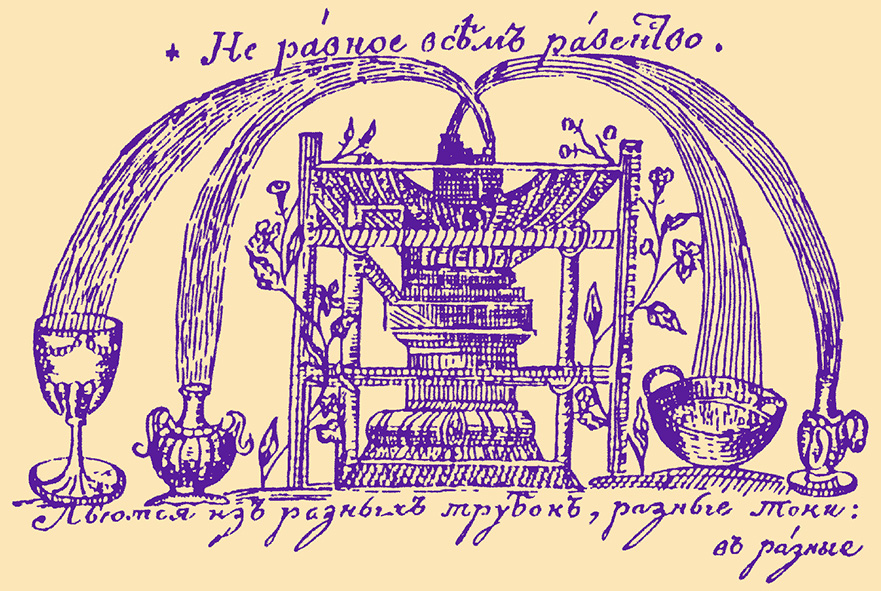
Написані латинською мовою філософсько-літературні трактати (зокрема, епістолярії) Г.Сковороди об'єднані єдиною тематикою, ідеєю, мораллю.
Малюнок Сковороди. Фонтан «Нерівна всім рівність», зображений на банкноті в 500 гривень.

Мораль (від лат. morālis) — повчальний висновок із чогось, з будь-якого вчинку чи події, повчання, що випливає з розповіді про якусь ситуацію чи епізод, — висновок, який утілює повчальний (пізнавальний) зміст і який слід винести з історії чи події. Стосується повідомлення, яке передане через подію чи історію. Це передане повідомлення, або урок, який слід винести з історії чи події. Мораль може бути залишена на розсуд слухача, глядача чи читача, щоб вони самі визначали або з'ясували для себе, або вона може бути явно викладена у сентенції, чітко укладена в афоризм. Це може бути урок в історії або в реальному житті, або як композиційний прийом у вигляді додатку до байки опосередкованого непрямого моралізування («мораллю байки» є морально-оцінна кінцівка, зрідка початок у кілька рядків), що виражає певний урок (тобто, через історичну розповідь чи вигаданий наратив). Це може бути повчання, яке письменник хоче передати як послання свого твору, і воно в основному використовується у творах, зазвичай орієнтованих на дорослих; вона також відома як Езопова мова. Казки, прислів'я, приказки теж мають повчальний зміст. Це моральний підтекст  найпотаємнішого значення, уроку, який можна почерпнути, наприклад, з історії чи випадку. Це може постати як висновок, який підсумовує зміст тексту, часто в байках.
Цей зміст також можна знайти у віршах, народних піснях і дитячих пісеньках. Притча — ще один вид твору, в який також можна вкласти коротку мораль, повчання в інакомовній, алегоричній формі. Багато наративів хочуть навчити чогось з щоденного значення, і часто це є їх основною метою. Моральні висновки байки можуть вказати на недоліки або мати за ціль висміяти вади чи негативні явища, вони можуть попередити людину або підказати розумне рішення, відображати етичні і суспільні ідеали їх авторів. Часто вживаються синоніми цього слова: повчання, повчальний висновок, порада, повідомлення, моральний, моральний принцип, моральний висновок, моральна сентенція (висновок-повчання), моралізуючий момент, максима.

## Мистецтво
Протягом всієї історії літератури більшість художніх творів служили не лише для розваги, але й для навчання, інформування та вдосконалення характеру своєї аудиторії чи читачів. Прикладом явно викладеної сентенції є кінець байки Езопа про Черепаху і Зайця, де наполеглива Черепаха перемагає в змаганнях із швидким самовпевненим Зайцем, де урок: «повільно, але вірно до перемоги». Незважаючи на здатність швидко бігати, кролик втрачає шанси на перемогу, тому що недбало спить. Перемагає черепаха, яка рухалася повільніше. З цього ви отримаєте урок, що якщо діяти спокійно, ви досягнете успіху. З цієї самої історії можуть випливати інші уроки. Використання типових персонажів є засобом передачі моралі історії шляхом усунення складності особистості та зображення проблем, що виникають у взаємодії між персонажами, що дає змогу автору простий спосіб створити чітке повідомлення. Однак із самої історії часто можна взяти іншу мораль; наприклад, що зарозумілість або надмірна впевненість у своїх здібностях може призвести до поразки або в події або в змаганні. 
З більш усталеними героями, такими як у п'єсах Шекспіра, урок може бути тонким, мораль може бути більш нюансованою, але не менш присутньою, або письменник може обрати інший спосіб його передати (скажімо, Пролог до «Ромео і Джульєтти»). У класичній драмі, скажімо, роль хору полягала в тому, щоб коментувати події та винести урок для глядачів; романи Чарльза Діккенса, з іншого боку, є рушійними силами уроків щодо соціально-економічних умов Вікторіанської Британії.
Повчальний висновок або урок був найбільш очевидний у дитячій літературі, де його іноді подають навіть самими словами: «Урок:» або «Урок цієї історії полягає в тому, що...», чи представляли фразою «мораль історії полягає в...», «Мораль історії така...». Таким чином слухачеві стало зрозуміло, чого насправді вчить історія. Такі явні прийоми все більше виходять з моди в сучасному оповіданні історій, і зараз зазвичай включаються лише з іронічною метою. Деякі приклади: «Краще перестрахуватися, ніж шкодувати» (принцип обережності), «Зло не заслуговує допомоги», «Не судіть про людей за їхнім виглядом», «Ваша надмірна самовпевненість — ваша слабкість». Як коротко зауважив Оскар Уайльд: «Добре закінчується щасливо, а погане — нещасливо. Це твоя історія».

## Моральні казки
Виведені повчання для уроків щоденного життя були однією з головних цілей літератури протягом 1780-1830-х років, особливо в дитячій літературі. Частково причиною цього були твори Джона Локка та Жана-Жака Руссо у XVIII столітті, які привернули увагу до дітей як аудиторії літератури. Дотримуючись їхніх думок, Томас Дей (1748–1789) написав книгу «Історія Сендфорда і Мертона» (була бестселером для дітей), підносячи видатну мораль одного хлопця над безглуздим характером іншого. Марія Еджворт (1776–1849) була ще одним видатним автором моральних казок, яка писала про те, як мудрий дорослий може виховувати дитину; одне з її найвідоміших оповідань — «Пурпурова банка». У цей час тема «молодої героїні або героя, що набуває мудрості та зрілості, була підхоплена багатьма іншими письменниками».
В казках немає відвертої моралі, і вона випливає із вчинків героїв. В казках поряд із людьми діють тварини, котрі нерідко є носіями морально-етичного змісту твору (наприклад, «Дрізд і голуб», «Мудра дівчина», «Лисиця та їжак», «Кобиляча голова», «Кривенька качечка» та ін.). В казці авторське ставлення до зображеного міститься в її моралі, а осмислення саме цього висновку у висловлюваннях учня дає змогу достатньо повно осягнути прочитане. Немає потреби повторювати відоме і підкреслювати, що казковий сюжет видуманий, тому важливо зосереджувати дитячу увагу на моральних і людських категоріях персонажів.
Байки Езопа — це найвідоміші історії з сильними моральними висновками. Твори, які мають моральне спрямування, зазвичай містять уроки, тобто повчання про обережність, бажане, мрії, справедливість, добро, права та відповідальність, дисциплінованість, шанобливе ставлення до «інших», доброзичливість, особливості відносин один з одним, дружбу, взаємодопомогу, життєдіяльність людини в суспільстві, про людські відносини і відносини з навколишнім світом загалом, дають можливість дитині розпізнати та визначити особисті переживання і власні психічні процеси, усвідомити їхній зміст і важливість кожного з них. Здатність дітей витягувати моральні уроки з історій і візуальних медіа розвивається приблизно у віці 9-10 років.
Більшість сучасних мультфільмів вставляють у анімацію філософський зміст, щоб опосередковано підказати напрямок життя як урок для глядачів. Прикладами є відомі репліки, сказані героями в кожній сцені, тобто афоризми. Губка Боб (Стівена Хілленберга) є одним з прикладів такої філософської чи дидактичної (повчальної) анімації.

## Релігія та заповіді
Релігія дає нам багато життєвих уроків. Етичний зміст, як от Писання, слова й дії релігійних діячів, в основному представлено як уроки. Однак нерідко навіть релігійні вчення, які далекі від етичного змісту, неправильно розуміють як етичні вчення, тому потрібна обережність, оскільки релігійну доктрину та етичний зміст можна сплутати.

## Деталізація джерел
1. ↑  Великий тлумачний словник сучасної української мови (з дод. і допов.) / Уклад. і голов. ред. В.Т. Бусел. — К.; Ірпінь: ВТФ «Перун», 2005. — 1728 с. ISBN 966-569-013-2 (стор.: 690) Доступ
2. ↑  Мораль // Словник української мови : в 11 т. — Київ : Наукова думка, 1970—1980.
3. ↑  Чижевська М.Б. Морально-етична природа соціально-економічних відносин. Наукові записки. Серія «Економіка». Фінансова система України. Частина 3 (Вип.10). с. 218-226. (2008)
4. ↑  БАЙКА / Василь Івашків // Наукове товариство імені Шевченка: енциклопедія [онлайн]. Київ, Львів: НТШ, Інститут енциклопедичних досліджень НАН України, 2015. Доступно: https://encyclopedia.com.ua/entry-176
5. ↑  Голянич М.І., Іванишин Н.Я., Ріжко Р.Л., Стефурак Р.І.
Лінгвістичний аналіз тексту: словник термінів / [Голянич М.І., Іванишин Н.Я., Ріжко Р.Л., Стефурак Р.І.]; за редакцією М.І. Голянич. — Івано-Франківськ: Сімик, 2012. — 392 с. (стор.: 298)
6. ↑  Міщенко О.І. Українська література: підруч. для 9-го кл. загальноосвіт. навч. закл. / Олена Міщенко. — К.: Генеза, 2017. — 280 с.: іл. ISBN 978-966-11-0851-5 (стор.: 116)
7. 1 2 3 4 5 6 7 8  Білявська Т.М. Методика навчання літературного читання: Навчально-методичний посібник / Т.М. Білявська. — Миколаїв: Іліон, 2017. — 100 с.
8. ↑  Загнітко Анатолій. Словник сучасної лінгвістики: поняття і терміни. — Донецьк: ДонНУ, 2012. — 426 c. ISBN 978-966-639-554-5 (стор.: 379)
9. 1 2 3 4  Ніколенко О.М. Зарубіжна література: підруч. для 6 кл. закл. загальн. середн. освіти / О.М. Ніколенко, Т.М. Конєва, О. В. Орлова, М.О. Зуєнко, О.І. Кобзар. — Київ: Грамота, 2020. — 224 с. ISBN 978-966-349-847-8 (стор.: 40-41)
10. ↑  Віннічук Алла Петрівна. Історія української літератури першої половини XIX століття: Навчально-методичний посібник. — Вінниця, 2017. — 206 с. (стор.: 50)
11. 1 2  Савченко І. Історія української літератури: Навчальний посібник. — К.: “Альфа-М”, 2007. — 184 с.
12. ↑  Історія української літератури першої третини ХІХ ст.: Навчально-методичний посiбник / Укл.: В.І. Щербина, А.В. Хлопова. — Тирасполь, 2015. — 144 с. (стор.: 34)
13. ↑  Загнітко А.П. Основи дискурсології: науково-навчальне видання. — Донецьк: ДонНУ, 2008. — 194 с. ISBN 978-966-639-378-7 (стор.: 112)
14. ↑  Серединський О.В. До 90-річчя від дня народження П.П.Глазового, поета-гумориста, уродженця с. Новоскелеватка Казанківського району Миколаївської області. Субота, 01 вересня 2012. mk.archives.gov.ua
15. ↑  Писаренко Н.Д., Заніздра О.А. Афористика у латиномовних листах Григорія Сковороди. Науковий вісник Міжнародного гуманітарного університету. Сер.: Філологія. 2019 № 38 том 1 ISSN 2409-1154
16. ↑  Aesop's Fables: Online Collection - Selected Fables. Процитовано 18 березня 2013.
17. 1 2  Dennis Butts (2006). Jack Zipes (ред.). Children's Literature. New York: Oxford University Press. с. 93–96. ISBN 0195146565.
18. ↑  Черепаня Наталія Іванівна, Русин Надія Михайлівна. Казка як засіб формування моральних почуттів дітей старшого дошкільного віку. № 91 (2020): Збірник наукових праць "Педагогічні науки" / СЕКЦІЯ 2 ТЕОРІЯ І ПРАКТИКА ВИХОВАННЯ. DOI: https://doi.org/10.32999/ksu2413-1865/2020-91-5